# サンアントニオ国際空港
サンアントニオ国際空港（英: San Antonio International Airport）は、アメリカ合衆国のテキサス州サンアントニオにある国際空港。中心市街地の12km北に立地している。

## 概要
1942年、市営空港として開港した。第二次世界大戦中であったため陸軍が使用した。戦後、市に返還され1953年に旅客ターミナルが建設され、定期便の運航が始まった。
現在、空港の敷地面積は933haで2棟の旅客ターミナルを備えている。ターミナルAは1984年築で搭乗口は16である。ターミナルBは2010年築で搭乗口は8である。国際線はAで処理される。空港の旅客は2020年の実績でサウスウエスト航空が約39％を占め、アメリカン航空が約29％で続いた。
サンアントニオ市は高い人口増加率を長年維持しており、今後もこの傾向が続くと予想されている。空港の旅客数も増加傾向にあり、新ターミナルや駐車場棟の建設等を含む大規模な工事が進行中である。また、サンアントニオの第2空港としてスティンソン空港（Stinson Municipal Airport）の商業利用も検討されている。

## 就航路線
| 航空会社                   | 就航地 |
| -------------------------- | --- |
| サウスウエスト航空         | ボルチモア、シカゴ/MDW、ダラス/ラブフィールド、デンバー、エルパソ、ヒューストン/ホビー、ラスベガス、ロサンゼルス/LAX、ナッシュビル、カンザスシティ、セントルイス、オクラホマシティ、ニューオーリンズ、オーランド、アトランタ、フェニックス、サンディエゴ、タンパ、フォートローダーデール |
| アメリカン航空             | ダラス/フォートワース、シャーロット、シカゴ/ORD、ロサンゼルス/LAX、マイアミ、フィラデルフィア、フェニックス |
| アメリカン・イーグル       | シャーロット、ロサンゼルス/LAX、シカゴ/ORD |
| デルタ航空                 | アトランタ、ニューヨーク/JFK |
| デルタ・コネクション       | シンシナティ、デトロイト、ミネアポリス=セントポール、メンフィス、ソルトレイクシティ、アトランタ |
| ユナイテッド航空           | デンバー |
| ユナイテッド・エキスプレス | シカゴ/ORD、ワシントン/ダレス、デンバー、ロサンゼルス/LAX、サンフランシスコ |
| アラスカ航空               | シアトル |
| フロンティア航空           | デンバー |
| ジェットブルー航空         | ニューヨーク/JFK |
| アレジアント航空           | ラスベガス |
| アエロメヒコ航空           | メキシコシティ |
| ビバアエロブス             | メキシコシティ、グアダラハラ |
| ボラリス                   | メキシコシティ、モンテレイ |

## 空港へのアクセス
サンアントニオ市の路線バス事業者VIAによる、「5系統」の路線が定期路線としては唯一ある。この5系統は、終日30分に1本発着している。ダウンタウンまでの所要時間は約30分。運賃は現在大人1.1ドルである。ただし、1路線しかないとあって、あまりに利用されていない。他の手段は、空港からタクシーに乗るか、レンタカーを使うかである。